# Niemy wyścig
Niemy wyścig (ang. Silent Running) – amerykański film science-fiction z 1972 roku, w reżyserii Douglasa Trumbulla. Światowa premiera filmu miała miejsce 10 marca 1972.

## Obsada
- Bruce Dern - Lowell
- Cliff Potts - Wolf
- Ron Rifkin - Barker
- Jesse Vint - Keenan